# Pliage de Miura
Pour les articles homonymes, voir Pliage (homonymie).
Le pliage de Miura (ミウラ折り, miura-ori) est une méthode de pliage d'une surface plate telle qu'une feuille de papier, en une forme d'aire plus petite. Ce pliage porte le nom de son inventeur, l'astrophysicien japonais Kōryō Miura.

Schéma pour un pliage de Miura. Les parallélogrammes sur cet exemple ont des angles de 84° et 96°.

Les schémas pour un pliage de Miura forment un pavage de la surface par des parallélogrammes. Dans une direction, les plis du schéma se trouvent le long de lignes droites, chaque parallélogramme étant le symétrique de son voisin par rapport à chaque pli.
Dans l'autre direction, les plis zigzaguent, et chaque parallélogramme est le translaté de son voisin par rapport au pli. Chacun des chemins de plis en zigzags est composé seulement soit de plis montagne ou de plis vallée, avec les montagnes alternant avec les vallées d'un zigzag à l'autre. Chaque alignement de plis alterne les plis montagne et vallée.
Le pliage de Miura est une forme d'origami rigide, ce qui signifie que le pliage peut être effectué de façon qu'à chaque étape chaque parallélogramme est complètement plat. Cette propriété permet qu'on utilise cette technique de pliage pour plier des surfaces en matériaux rigides ; par exemple, il a été utilisé pour simuler le déploiement de panneaux solaires de grande taille pour des satellites par l'Agence d'exploration aérospatiale japonaise.
Un pliage de Miura replié peut être rangé dans une forme compacte, son épaisseur ne dépendant que de celle du matériau à plier. Le pliage peut aussi être déployé par un seul mouvement en tirant sur l'extrémité opposée du matériel plié, et de la même façon on peut le plier à nouveau en poussant cette fois. Dans l'application au déploiement de panneaux solaires, cette propriété réduit le nombre de moteurs nécessaires pour déplier cette forme, réduisant le poids total et la complexité du mécanisme.

Pliage et dépliage d'un Miura-ori

## Applications
En 1995, le satellite japonais Space Flyer Unit a déployé une matrice 2D de panneaux transportés sous la forme d'un pliage de Miura.
En 2014, la membrane du nano-satellite radioamateur SPROUT (triangle de 1,50 m de côté) a été transportée dans un pliage de Miura, et déployée en utilisant des tubes gonflables, eux-mêmes repliés selon un pliage octogonal,.
On trouve d'autres applications de ce pliage avec du matériel médical comme des stents, ou encore des meubles
pliables.